# Fibre de Sharpey

Détail d'une molaire humaine.
1-dent 2-émail dentaire 3-dentine 4-pulpe dentaire 5- 6- 7-cément 8-couronne 9-cuspide 10-sillon 11-collet 12-racines 13-furcation radiculaire 14-apex 15-foramen apical 16-sulcus gingivae 17-parodonte 18-gencive 19-gencive libre 20- 21-gencive attachée 22-ligament alvéolo-dentaire 23-os alvéolaire 24-vaisseaux et nerf… 25-…dentaires 26-…paradontaux 27-canal alvéolaire

Les fibres de Sharpey sont une matrice de tissu conjonctif consistant en regroupements de fortes fibres de collagène reliant le périoste à l'os.
Elles font partie de la couche fibreuse externe du périoste, pénétrant dans le tissu osseux lamellaire compact interne et externe (os cortical).
- Dans la dent, les fibres de Sharpey sont aux bouts des principales fibres du desmodonte qui s'insert dans le cément. Une étude sur les rats suggère que la structure tridimentionnelle des fibres de Sharpey renforce la continuité entre la fibre du desmodonte et l'os alvéolaire, et agit comme un tampon contre le stress. Les fibres de Sharpey dans le premier cément acellulaire sont pleinement minéralisées ; celles dans le cément cellulaire de l'os sont seulement minéralisées partiellement à leur périphérie[1].
- Dans le crâne la principale fonction des fibres de Sharpey est de lier les os craniens d'une manière ferme mais mobile ; ils sont les plus nombreux où les os sont sujets à de plus grandes forces de séparation.
- Dans la colonne vertébrale, des fibres similaires relient les disques intervétébraux aux vertèbres adjacentes[2]. Chaque fibre est reliée par une artériole et un ou plusieurs axones[3].

L'anatomiste écossais William Sharpey les a décrites en 1846.